# Scarface: The World Is Yours
Pour les articles homonymes, voir Scarface.
 (novembre 2018).
Si vous disposez d'ouvrages ou d'articles de référence ou si vous connaissez des sites web de qualité traitant du thème abordé ici, merci de compléter l'article en donnant les références utiles à sa vérifiabilité et en les liant à la section « Notes et références ».
Scarface: The World Is Yours est un jeu vidéo GTA-like, où le joueur incarne Tony Montana le protagoniste cubain du film Scarface.

## Synopsis
Le jeu est la suite du long métrage Scarface de Brian De Palma[réf. nécessaire]. Le joueur est immédiatement plongé dans l'action de la fusillade clôturant le film. Il en échappe mais perd tout. Il se fait oublier pendant quelques mois ; et revient pour reprendre le contrôle de la ville, reconquérir son empire et prendre sa revanche sur Sosa, son ennemi juré.

## Système de jeu
Le jeu a des capacités de personnalisation et cela peut être fait de différentes façons : l'évolution des costumes, l'achat de voitures, la personnalisation de la décoration par thèmes et également l'amélioration du manoir avec des exotiques, des meubles, des filles et d'autres pièces rares (qui, par le biais d'une erreur dans le jeu, finissent toujours par disparaître et doivent être achetés, à l'exception des articles de collection uniques).
La personnalisation est acquise lorsque Tony Montana rachète son manoir. Le joueur achète et gère ses propres quantités de cocaïne au moyen d'un mini jeu dans lequel il doit essayer d'obtenir le plus de cocaïne pour le moins d'argent. Les banques sont utilisées comme moyen d'économiser et de blanchir de l'argent, mais encore une fois, il faudra passer par un mini-jeu pour faire passer un maximum d'argent sans que la banque ne prélève pour son compte… Mais si vous ne le faites pas, et que vous mourrez, vous perdrez toute somme non-blanchie.. Vous pourrez acheter des armes allant du simple colt au lance-roquettes en passant par le fusil d'assaut. Par la suite (à la force des armes), vous débloquerez des entrepôts : ceux-ci (si vous parvenez à remplir quelques missions) vous permettront l'acquisition de nombreux millions de dollars.

## Gangs

### Empire Montana
C'est un cartel de la drogue cubain dirigé par Monsieur Tony Montana. L'organisation a été formée par deux fois (dans le film, et sa remasterisation dans le jeu). La première organisation fut détruite par le Cartel Bolivien à la fin du long métrage et la seconde apparaît trois mois après la chute de Tony. La seconde organisation devient plus importante de par l'achat d'un grand nombre de lieux importants de Miami (comme le Babylon Club, divers Hôtels ainsi que des boutiques), et en prenant l'ensemble des dépôts situés dans la ville. Tony a également fait une alliance avec une organisation dirigé par "le Marchand de Sable", un mystérieux individu, qui lutte contre les cartels colombiens Ortega dans les îles.

### Cartel Bolivien
Le Cartel Bolivien est un autre cartel de la drogue dirigé par Alejandro Sosa. C'est lui qui anéantit la première organisation de Tony Montana. Ce dernier reforme un seconde organisation trois mois après. Quand Montana finit par contrôler la totalité de Miami, il tue Alejandro Sosa en Bolivie, ce qui provoque l'effondrement du Cartel bolivien.

### Organisation mexicaine de Miami
Organisation mexicaine dirigée par Gaspar Gomez. L'Organisation contrôle une bonne partie de Miami (South Beach et North Beach). L'organisation est finalement prise par Montana, obligeant Gaspar à s'enfuir en Bolivie pour former une alliance avec Sosa et Sheffield, mais il sera assassiné.

### Le Contreras Gang
Le Gang Contreras est contrôlé par Nacho Contreras. Il contrôle le centre-ville ainsi que le Marina Storage. Il est également propriétaire de deux navires-citernes dans les îles, l'un, un "Pétrolier-casino", l'autre, un pétrolier de "distribution de médicaments" appelé "Mothership".

### Gang Diaz
Le Gang Diaz est dirigé par les frères Diaz, Alfonso et Edgar, qui prennent le contrôle de Little Havana à la fuite de Tony. Les frères Diaz sont donc les premiers adversaires de Tony et sont les assassins de sa mère.

### Cartel du Marchand de Sable
Cartel de la drogue dans les îles dirigé par "le Marchand de Sable", qui forme une alliance avec Tony Montana après qu'il a pris l'entrepôt Marina Storage du quartier de Downtown. Il est propriétaire d'une petite maison dans un village sur une des îles, Cay homard, d'une plantation sur cette même île, d'une île appelée Tranquilandia, au Nord, Qui lui sert de laboratoire de traitement de la drogue.

### Cartel Ortega
Le Cartel Ortega est un cartel de la drogue colombien qui est constamment en guerre contre "le Marchand de Sable" et contre son allié, à savoir : Tony Montana.

## Les équipements

### Les véhicules
Il existe dans Scarface : The world is yours un grand choix de voitures à acheter dans le menu "exotiques". Ces voitures peuvent être rapides (Bacinari, Rattler…), mais aussi blindées (Stampede…). Il y a aussi une voiture de police et un tank.
Les voitures sont utiles pour se protéger lorsqu'on s'attaque à un gang ou lors de missions.
Les Bateaux
- Jet Boat
- Picklefork
- Antique Trickcraft
- Bateau Cigarette
- Hydravion
- Bateau Attaque
- Bateau Fan
- Bateau de pêche sportive
- Bateau de course
- Bateau Cigarette Gun
- Yacht

### Les armes
Il y a aussi un grand nombre d'armes. Elles vont du simple colt (automatique 38 ou 45) au lance-roquette et au bazooka, en passant par les mitraillettes (micro-pm, MAC 10) et les fusils d'assaut (AK-47 et M4). Un sniper est disponible ainsi qu'un SAW considéré comme une arme lourde. Ces armes sont débloquées au fur et à mesure que les niveaux de réputation passent.

### Les costumes
Les costumes ne sont pas les mêmes dans le film Scarface de Brian de Palma (sauf le costume de la scène finale).